# Austrotartessus muiri
Austrotartessus muiri är en insektsart som beskrevs av Evans 1981. Austrotartessus muiri ingår i släktet Austrotartessus och familjen dvärgstritar. Inga underarter finns listade i Catalogue of Life.